# Zona crepusculară (serial din 1959, sezonul 3)
Al treilea sezon al serialului Zona crepusculară a fost difuzat într-o zi de vineri, între orele 22:00-22:30 (EST) pe canalul CBS în perioada 15 septembrie 1961 - 1 iunie 1962. Al treilea sezon cuprinde 37 de episoade.
Acesta a continuat să utilizeze coloana sonoră compusă de Marius Constant⁠(d), însă introducerea a utilizat o serie diferită de grafice. A fost utilizat același text din al doilea sezon, narat de același Rod Serling, dar cu versul „Asta denotă indicatorul din față” eliminat:
„Călătorești printr-o altă dimensiune. O dimensiune nu doar a văzului și a auzului, ci și a minții. O călătorie într-un tărâm minunat ale cărui limite sunt cele ale imaginației. Următoarea ta oprire — Zona crepusculară”. Unele modificări subtile în sonorul introducerii au fost realizată începând cu episodul „Little Girl Lost”.

## Episoade
| Nr. | Episodul | Titlu                                  | Regizat de                         | Scris de                                                                      | Data difuzării     | Cod de producție |
| --- | -------- | -------------------------------------- | ---------------------------------- | ----------------------------------------------------------------------------- | ------------------ | ---------------- |
| 66 | 1        | „Two"                                  | Montgomery Pittman                 | Montgomery Pittman                                                            | 15 septembrie 1961 | 4802             |
| Doi soldați, un bărbat (Charles Bronson) și o femeie (Elizabeth Montgomery), sunt singurii locuitori ai unui oraș abandonat și sunt rivali. |          |                                        |                                    |                                                                               |                    |                  |
| 67 | 2        | „The Arrival"                          | Boris Sagal                        | Rod Serling                                                                   | 22 septembrie 1961 | 4814             |
| Un inspector al FAA⁠(d) (Harold J. Stone) și membrii personalului aeroportuar (Noah Keen⁠(d), Fredd Wayne⁠(d), Robert Karnes⁠(d) și Bing Russell⁠(d)) investighează cazul unui avion care sosește fără o singură persoană la bord. |          |                                        |                                    |                                                                               |                    |                  |
| 68 | 3        | „The Shelter"                          | Lamont Johnson                     | Rod Serling                                                                   | 29 septembrie 1961 | 4803             |
| Speriați de o alertă de război nuclear, locuitorii unui orășel se unesc împotriva unui medic (Larry Gates⁠(d)) al cărui adăpost antiatomic este insuficient de mare. |          |                                        |                                    |                                                                               |                    |                  |
| 69 | 4        | „The Passersby"                        | Elliot Silverstein                 | Rod Serling                                                                   | 6 octombrie 1961   | 4817             |
| La sfârșitul Războiului Civil American, soldați răniți traversează prin fața casei unei femei (Joanne Linville). |          |                                        |                                    |                                                                               |                    |                  |
| 70 | 5        | „A Game of Pool"                       | Buzz Kulik                         | George Clayton Johnson                                                        | 13 octombrie 1961  | 4815             |
| Un jucător de biliard legendar (Jonathan Winters) se întoarce în lumea celor vii pentru a înfrunta un escroc (Jack Klugman). |          |                                        |                                    |                                                                               |                    |                  |
| 71 | 6        | „The Mirror"                           | Don Medford                        | Rod Serling                                                                   | 20 octombrie 1961  | 4819             |
| În America Centrală, o oglindă îi permite unui dictator (Peter Falk) să vadă fețele propriilor inamici. |          |                                        |                                    |                                                                               |                    |                  |
| 72 | 7        | „The Grave"                            | Montgomery Pittman                 | Montgomery Pittman                                                            | 27 octombrie 1961  | 3656             |
| Un asasin (Lee Marvin) este provocat să viziteze mormântul banditului (Dick Geary) care a murit jurând răzbunare împotriva sa. |          |                                        |                                    |                                                                               |                    |                  |
| 73 | 8        | „It's a Good Life"                     | James Sheldon                      | Bazat pe o scurtă povestire de : Jerome Bixby Adaptată de : Rod Serling       | 3 noiembrie 1961   | 4801             |
| Un băiat de 6 ani (Bill Mumy) terorizează locuitorii orașului Peaksville, Ohio cu puteri care controlează realitatea. În 1997, TV Guide a clasat episodul pe locul 31 în topul celor mai bune 100 de episoade ale tuturor timpurilor. Notă: Un remake regizat de Joe Dante a fost realizat în cadrul segmentului III din Zona crepusculară: Filmul. |          |                                        |                                    |                                                                               |                    |                  |
| 74 | 9        | „Deaths-Head Revisited"                | Don Medford                        | Rod Serling                                                                   | 10 noiembrie 1961  | 4804             |
| Un fost căpitan SS (Oscar Beregi, Jr.⁠(d)) vizitează un lagăr de concentrare abandonat pe care l-a condus în timpul războiului și este judecat pentru crimele sale de spiritele prizonierilor săi. |          |                                        |                                    |                                                                               |                    |                  |
| 75 | 10       | „The Midnight Sun"                     | Anton Leader                       | Rod Serling                                                                   | 17 noiembrie 1961  | 4818             |
| Un proprietar (Betty Garde⁠(d)) și chiriașa sa (Lois Nettleton⁠(d)) luptă pentru supraviețuire când Pământul își schimbă orbita și începe să se apropie de Soare. |          |                                        |                                    |                                                                               |                    |                  |
| 76 | 11       | „Still Valley"                         | James Sheldon                      | Bazat pe o scurtă povestire de : Manly Wade Wellman Adaptată de : Rod Serling | 24 noiembrie 1961  | 4808             |
| În timpul Războiului Civil American, un cercetaș confederat (Gary Merrill) intră într-un oraș în care toți soldații forțelor unioniste sunt imobili. |          |                                        |                                    |                                                                               |                    |                  |
| 77 | 12       | „The Jungle"                           | William F. Claxton                 | Charles Beaumont                                                              | 1 decembrie 1961   | 4806             |
| Un inginer (John Dehner⁠(d)) construiește un baraj în Africa și este blestemat de populația indigenă. |          |                                        |                                    |                                                                               |                    |                  |
| 78 | 13       | „Once Upon a Time"                     | Norman Z. McLeod                   | Richard Matheson                                                              | 15 decembrie 1961  | 4820             |
| Un îngrijitor (Buster Keaton) călătorește din 1890 până în 1962 cu ajutorul unei mașini a timpului construite de un om de știință (Milton Parsons⁠(d)). |          |                                        |                                    |                                                                               |                    |                  |
| 79 | 14       | „Five Characters in Search of an Exit" | Lamont Johnson                     | Bazat pe o scurtă povestire de: Marvin Petal Adaptată de: Rod Serling         | 22 decembrie 1961  | 4805             |
| Un maior (William Windom⁠(d)), un clovn (Murray Matheson⁠(d)), un om al străzii (Paul Wexler⁠(d)), o balerină (Susan Harrison⁠(d)) și un cimpoier (Clark Allen) se trezesc într-un cilindru fără să știe cum au ajuns acolo. |          |                                        |                                    |                                                                               |                    |                  |
| 80 | 15       | „A Quality of Mercy"                   | Buzz Kulik                         | Bazat pe o idee de : Sam Rolfe Adaptată de : Rod Serling                      | 29 decembrie 1961  | 4809             |
| În timpul celui de-al Doilea Război Mondial, un locotenent al armatei americane (Dean Stockwell) are șansă unică de a experimenta conflictul din punctul de vedere al forțelor japoneze. |          |                                        |                                    |                                                                               |                    |                  |
| 81 | 16       | „Nothing in the Dark"                  | Lamont Johnson                     | George Clayton Johnson                                                        | 5 ianuarie 1962    | 3652             |
| O vârstnică singuratică (Gladys Cooper⁠(d)), care urmează să fie evacuată, nu permite nimănui să intre în apartamentul său, speriată că orice vizitator ar putea fi Moartea în carne și oase; soluția sa este pusă la încercare când un tânăr ofițer de poliție (Robert Redford) este grav rănit în fața casei sale.                                 |          |                                        |                                    |                                                                               |                    |                  |
| 82 | 17       | „One More Pallbearer"                  | Lamont Johnson                     | Rod Serling                                                                   | 12 ianuarie 1962   | 4823             |
| Înscenând un atac nuclear iminent, un milionar (Joseph Wiseman⁠(d)) este dispus să ofere adăpost unor persoane (Katherine Squire⁠(d), Trevor Bardette⁠(d), Gage Clark⁠(d)) care i-au greșit în trecut doar dacă își cer scuze. |          |                                        |                                    |                                                                               |                    |                  |
| 83 | 18       | „Dead Man's Shoes"                     | Montgomery Pittman                 | Charles Beaumont                                                              | 19 ianuarie 1962   | 4824             |
| Un om al străzii (Warren Stevens⁠(d)) capătă o altă viață când fură pantofii unui gangster asasinat. |          |                                        |                                    |                                                                               |                    |                  |
| 84 | 19       | „The Hunt"                             | Harold Schuster                    | Earl Hamner, Jr.                                                              | 26 ianuarie 1962   | 4810             |
| Un muntean (Arthur Hunnicutt) pleacă la vânătoare de ratoni cu câinele său. La întoarcere, conștientizează că lucrurile s-au schimbat. |          |                                        |                                    |                                                                               |                    |                  |
| 85 | 20       | „Showdown with Rance McGrew"           | Christian Nyby                     | Bazat pe o idee de : Frederic Louis Fox Adaptată de : Rod Serling             | 2 februarie 1962   | 4812             |
| Vedeta egoistă (Larry Blyden⁠(d)) a unui serial western dă nas în nas cu adevăratul Jesse James (Arch Johnson⁠(d)). |          |                                        |                                    |                                                                               |                    |                  |
| 86 | 21       | „Kick the Can"                         | Lamont Johnson                     | George Clayton Johnson                                                        | 9 februarie 1962   | 4821             |
| Locuitorii triști ai unui azil de bătrâni sunt îndemnați de către unul dintre ei să creadă că pot să-și recapete tinerețea dacă se joacă. Notă: Steven Spielberg a realizat un remake în al doilea segment din Zona crepusculară: Filmul. |          |                                        |                                    |                                                                               |                    |                  |
| 87 | 22       | „A Piano in the House"                 | David Greene                       | Earl Hamner, Jr.                                                              | 16 februarie 1962  | 4825             |
| Un cinic critic de teatru (Barry Morse) profită de o pianolă care dezvăluie adevărata personalitate a oamenilor. |          |                                        |                                    |                                                                               |                    |                  |
| 88 | 23       | „The Last Rites of Jeff Myrtlebank"    | Montgomery Pittman                 | Montgomery Pittman                                                            | 23 februarie 1962  | 4811             |
| Când un om „declarat mort” (James Best⁠(d)) se ridică din propriul sicriu la înmormântarea sa în perioada anilor 1920, locuitorii devin suspicioși, în special după ce observă că se comportă ciudat. |          |                                        |                                    |                                                                               |                    |                  |
| 89 | 24       | „To Serve Man"                         | Richard L. Bare                    | Bazată pe o scurtă povestire de: Damon Knight Adaptată de : Rod Serling       | 2 martie 1962      | 4807             |
| Reprezentanții unei rase de extratereștri (Richard Kiel⁠(d)) sosesc pe Pământ și oferă umanității leac pentru toate problemele pământești. În 1997, TV Guide a clasat episodul pe locul 11 în topul celor mai bune 100 de episoade ale tuturor timpurilor.                                                                                           |          |                                        |                                    |                                                                               |                    |                  |
| 90 | 25       | „The Fugitive⁠(d)"                      | Richard L. Bare                    | Charles Beaumont                                                              | 9 martie 1962      | 4816             |
| Un fugar (J. Pat O'Malley⁠(d)) din altă lume se împrietenește cu o fată cu handicap (Susan Gordon⁠(d)). |          |                                        |                                    |                                                                               |                    |                  |
| 91 | 26       | „Little Girl Lost"                     | Paul Stewart                       | Richard Matheson                                                              | 16 martie 1962     | 4828             |
| Când o fetiță (Tracy Stratford) dispare fără urmă din dormitorul său, părinții săi (Robert Sampson, Sarah Marshall⁠(d)) își contactează prietenului fizician (Charles Aidman⁠(d)) pentru a investiga dispariția. |          |                                        |                                    |                                                                               |                    |                  |
| 92 | 27       | „Person or Persons Unknown"            | John Brahm                         | Charles Beaumont                                                              | 23 martie 1962     | 4829             |
| Un bărbat (Richard Long⁠(d)) descoperă că identitatea sa nu există și nimeni, nici măcar soția sa, nu-l recunoaște. |          |                                        |                                    |                                                                               |                    |                  |
| 93 | 28       | „The Little People"                    | William F. Claxton                 | Rod Serling                                                                   | 30 martie 1962     | 4822             |
| Când doi astronauți (Claude Akins, Joe Maross) aterizează pe o planetă îndepărtată, unul dintre ei devine „Dumnezeu” pentru o rasă de oameni minusculi. |          |                                        |                                    |                                                                               |                    |                  |
| 94 | 29       | „Four O'Clock"                         | Lamont Johnson                     | Bazată pe o scurtă povestire de : Price Day Adaptată de : Rod Serling         | 6 aprilie 1962     | 4832             |
| Un moralist fanatic (Theodore Bikel) decide să-i micșoreze pe cei pe care îi consideră malefici la ora 16:00. |          |                                        |                                    |                                                                               |                    |                  |
| 95 | 30       | „Hocus-Pocus and Frisby"               | Lamont Johnson                     | Bazat pe o povestire de : Frederic Louis Fox Adaptată de : Rod Serling        | 13 aprilie 1962    | 4833             |
| Un vânzător cu povești exagerate (Andy Devine) atrage involuntar atenția unor extratereștri. |          |                                        |                                    |                                                                               |                    |                  |
| 96 | 31       | „The Trade-Ins"                        | Elliot Silverstein                 | Rod Serling                                                                   | 20 aprilie 1962    | 4831             |
| Un cuplu în vârstă (Joseph Schildkraut, Alma Platt) își dorește să cumpere trupuri noi, dar pot plăti doar pentru unul. |          |                                        |                                    |                                                                               |                    |                  |
| 97 | 32       | „The Gift"                             | Allen H. Miner                     | Rod Serling                                                                   | 27 aprilie 1962    | 4830             |
| Un vizitator extraterestru (Geoffrey Horne⁠(d)) încearcă să ofere un cadou locuitorilor unui sat mexican care îl privesc cu suspiciune. |          |                                        |                                    |                                                                               |                    |                  |
| 98 | 33       | „The Dummy"                            | Abner Biberman                     | Bazat pe o povestire de: Lee Polk Adaptată de : Rod Serling                   | 4 mai 1962         | 4834             |
| Un ventriloc (Cliff Robertson) este convins că marioneta sa trăiește și își dorește să preia controlul vieții sale. |          |                                        |                                    |                                                                               |                    |                  |
| 99 | 34       | „Young Man's Fancy"                    | John Brahm                         | Richard Matheson                                                              | 11 mai 1962        | 4813             |
| Un bărbat proaspăt căsătorit (Alex Nicol⁠(d)) refuză să renunțe la casa copilăriei sale. |          |                                        |                                    |                                                                               |                    |                  |
| 100 | 35       | „I Sing the Body Electric⁠(d)"          | William F. Claxtonși James Sheldon | Ray Bradbury                                                                  | 18 mai 1962        | 4826             |
| Un văduv (David White) cumpără o bunică-android (Josephine Hutchinson⁠(d)) care să-i îngrijească copiii. |          |                                        |                                    |                                                                               |                    |                  |
| 101 | 36       | „Cavender Is Coming"                   | Christian Nyby                     | Rod Serling                                                                   | 25 mai 1962        | 4827             |
| O angajată neîndemânatică a unui teatru (Carol Burnett) își întâlnește propriul înger păzitor (Jesse White⁠(d)). |          |                                        |                                    |                                                                               |                    |                  |
| 102 | 37       | „The Changing of the Guard"            | Robert Ellis Miller                | Rod Serling                                                                   | 1 iunie 1962       | 4835             |
| Un profesor (Donald Pleasence) forțat să se pensioneze contemplă sinuciderea, însă își schimbă opinia când spiritele foștilor săi studenți care și-au pierdut viața în timpul războiului încearcă să-i arate valoarea vieții sale. |          |                                        |                                    |                                                                               |                    |                  |